# Fogapoa
Fogapoa ist ein Dorf an der Ostküste der Insel Savaiʻi in Samoa.

## Geographie
Das kleine Dorf liegt südlich des Cape Tuasivi, dem östlichsten Punkt von Savaiʻi, und zwischen den Dörfern Fatausi im Süden und Tuasivi am Kap. Diese drei Dörfer gehören zusammen mit dem Dorf Fusi im Süden zum traditionellen Verband Safotulafai, einem Gebiet mit großer historischer, kultureller und politischer Bedeutung. Sie sind die Hauptorte des Bezirks (itūmālō) Faʻasaleleaga einer wichtigen Malietoa-Einheit. Unter anderem war das Gebiet Ausgangspunkt der 'Mau a Pule'-Widerstandsbewegung gegen die Kolonialherrschaft. Später entwickelte sich die nationale Mau-Bewegung, unter der Samoa 1962 die Unabhängigkeit erlangte.

## Kultur
Im Ort gibt es eine Kirche der Congregational Christian Church of Samoa (EFKS/CCCS Fogapoa).

## Klima
Das Klima ist tropisch heiß, wird jedoch von ständig wehenden Winden gemäßigt. Ebenso wie die anderen Orte von Samoa wird Fogapoa gelegentlich von Zyklonen heimgesucht.